# Gynoeryx
Gynoeryx is een geslacht van vlinders uit de onderfamilie Smerinthinae van de familie pijlstaarten (Sphingidae).

## Soorten
- Gynoeryx bilineatus (Griveaud, 1959)
- Gynoeryx brevis (Oberthur, 1909)
- Gynoeryx integer (Viette, 1956)
- Gynoeryx meander (Boisduval, 1875)
- Gynoeryx paulianii (Viette, 1956)
- Gynoeryx teteforti (Griveaud, 1964)